# Triptychus litosbathron
Triptychus litosbathron is een slakkensoort uit de familie van de Pyramidellidae. De wetenschappelijke naam van de soort is voor het eerst geldig gepubliceerd in 2008 door Pimenta, Santos & Absalão.